# Радахово
Радахово (пол. Radachowo) — село в Польщі, у гміні Добеґнев Стшелецько-Дрезденецького повіту Любуського воєводства.
Населення — 52 особи (2011).
У 1975-1998 роках село належало до Гожовського воєводства.

## Демографія
Демографічна структура станом на 31 березня 2011 року:
|          | Загалом | Допрацездатний вік | Працездатний вік | Постпрацездатний вік |
| -------- | ------- | ------------------ | ---------------- | -------------------- |
| Чоловіки | 25      | 1                  | 21               | 3                    |
| Жінки    | 27      | 5                  | 15               | 7                    |
| Разом    | 52      | 6                  | 36               | 10                   |